# Персивал Молсон (стадион)
Стадион имени Персивала Молсона (англ. Percival Molson Memorial Stadium, фр. Stade Percival-Molson) —  стадион в Монреале, Квебек, Канада. Стадион принадлежит Университету Макгилла и является домашней ареной для университетской команды «Макгилл Рэдмен», выступающей в Квебекской университетской футбольной лиге, команды  «Алуэтт де Монреаль» из Канадской футбольной лиги, а также школьной футбольной команды «Селвин Хаус Грифонс».

## История
Еще перед Первой мировой войной университет Макгилла утвердил строительство нового стадиона рядом с университетом. 5 июля 1917 года капитан Персиваль Молсон и выпускники университета, которые участвовали в планировании строительства стадиона были убиты во Франции во время боевых действий. Молсон оставил университету 75 000 долларов, которые покрывали большую часть расходов на строительство. На строительство стадиона также пожертвовали деньги Уилльям Макдональд и Джон Макконелл. Дизайн сооружения был разработан архитектурным бюро Percy Erskine Nobbs, а стадион был назван в честь Молсона.
Перед сезоном 2010 была проведенна реконструкция стадиона в ходе которой было добавленно около 5000 дополнительных мест. Цена реконструкции составила 29,4 млн долларов.